# 古谷清
古谷 清（ふるや きよし、1878年（明治11年）10月28日 - 1945年（昭和20年）11月21日）は、日本の陸軍軍人。最終階級は陸軍中将。

## 経歴
東京府出身。古谷浜吉の長男として生れる。東京府立四中（現東京都立戸山高等学校）を経て、1898年（明治31年）11月、陸軍士官学校（10期）を卒業。翌年6月、砲兵少尉に任官し野砲兵第1連隊付となる。1909年（明治42年）12月、陸軍大学校（21期）を卒業し参謀本部員となる。
その後、ロシア駐在、野砲兵第15連隊大隊長、支那政府応聘、野砲兵第19連隊大隊長、陸軍野戦砲兵射撃学校教官、ロシア軍従軍、ロシア大使館付武官などを務め、 1919年（大正8年）7月、歩兵大佐に昇進。同年10月、参謀本部付として欧州に出張し、第一次世界大戦ヨーロッパ戦線の情報収集に従事した。その後、野戦重砲兵第2連隊長、陸軍省軍務局砲兵課長、陸軍野戦砲兵学校教育部長を務め、1923年（大正12年）10月、陸軍少将に進級。
1924年（大正13年）2月、陸軍航空部付として航空畑に転じ、陸軍航空本部総務部長、所沢陸軍飛行学校長を務め、1929年（昭和4年）8月、陸軍中将に進み、1930年（昭和5年）6月、航空本部長に就任した。1931年（昭和6年）8月、待命となり予備役に編入された。その後、国粋会理事を務めた。

## 栄典
位階
- 1902年（明治35年）2月20日 - 従七位[5]
- 1931年（昭和6年）9月28日 - 正四位[6]

勲章
- 1928年（昭和3年）8月29日 - 勲二等瑞宝章[7]

## 親族
- 義父 堀江芳介（陸軍少将）[1]